# Tapio Hämäläinen
Eemil Tapio Hämäläinen (ur. 18 czerwca 1922 w Uukuniemi, zm. 28 stycznia 2008 w Helsinkach) – fiński aktor.

## Życiorys
Był synem Heikkiego Hämäläinena i Emmy Katri Suomalainen; miał starszego brata i dwie siostry.
W latach 1951–1985 występował w różnych teatrach. Początkowo grał w teatrach w Jyväskylä, Kemi, Kuopio i Hämeenlinnie, a później w Tampereen Työväen Teatteri (1959–1965), Fińskim Teatrze Narodowym (1965–1979) czy teatrze miejskim w Turku (1979–1985). W latach 1955–2004 grał w filmach. Zagrał m.in. rolę Salo w filmie Nieznany żołnierz (fiń. Tuntematon sotilas) z 1955 roku. Wcielił się także w rolę Tuury w serii filmów o Uuno Turhapuro. Grał również Väinö Sarpamaatę w serialu Naapurilähiö. Występował także w serialu Isänmaan toivot.
Podkładał głos Buki, Paszczaka i policjanta w fińskiej wersji językowej Muminków.
Był dwukrotnie żonaty. Z pierwszego małżeństwa (1941–1963), z Marttą Rönkä miał córkę Tuulikki, a z drugą (1963–2008) Aino Räty nie miał dzieci.
Zmarł 28 stycznia 2008 w Helsinkach. W ostatnich latach życia cierpiał na przewlekłą obturacyjną chorobę płuc i chorobę Alzheimera.